# Маллингс, Сеймур
Сеймур св. Эдуард «Фогги» Маллингс (англ. Seymour St. Edward "Foggy" Mullings; 12 мая 1931, Кэйв-Валли, Ямайка, Британская Вест-Индия — 9 октября 2013, Кингстон, Ямайка) — министр иностранных дел Ямайки (1995—2000).

## Биография
Окончил колледж Ямайки в Сенкт-Эндрю. В 1940—1960-е гг. работал джазовым пианистом, также был органистом в англиканской церкви на Кайманах. Занимал пост президента федерации музыкантов Ямайки, в 1997 г. был введен в Зал джазовой Славы. Его племянником является ди-джей Тони Ребел.
Пришел в политику в 1969.
- 1969—1983 и 1989—2002 гг. — депутат Палаты представителей,
- 1989—1990 гг. — министр финансов,
- 1979—1980 гг. — министр здравоохранения и социального обеспечения,
- 1979, 1990—1995 гг. — министр сельского хозяйства,
- 1993—2001 гг. — заместитель премьер-министра,
- 1995—2000 гг. — министр иностранных дел Ямайки,
- 2001—2004 гг. — посол в США.